# Avast Antivirus
Avast Antivirus obitelj je antivirusnih programa namijenjenih zaštiti uređaja (kao što su računala, tableti i pametni telefoni) od štetnog softvera (npr. virusa, crva i sl.) Program proizvodi tvrtka AVAST Software a.s. (prije ALWIL Software a.s.) sa sjedištem u Pragu u Češkoj. Tvrtka se prvi put pojavljuje 1988. godine. Avast trenutno koristi više od 230 milijuna ljudi diljem svijeta.

## Mogućnosti
Mogućnosti programa ovise o vrsti programa, npr.:
- Avast Free Antivirus
- Avast Pro Antivirus
- Avast Internet Security
- Avast Premier

## Vrste
Avast je trenutno dostupan u 4 izdanja:
- Avast Free Antivirus
- Avast Pro Antivirus
- Avast Internet Security
- Avast Premier

Ostali proizvodi:
- SecureLine for Windows
- Secureline for Mac
- Passwords
- Cleanup
- Total Support
- SecureLine Mobile
- Endpoint Protection
- Endpoint Protection Plus
- Endpoint Protection Suite
- Endpoint Protection Suite Plus
- File Server Security
- Email Server Security
- Security Suite for Linux
- Core Security for Linux
- File Server Security for Linux
- Network Security for Linux
- Mobile Security & Antivirus
- Avast Cleanup &  Boost
- Avast Battery Saver
- Avast Anti-Theft
- Avast Wi-Fi Finder
- Avast App Locker

## Zahtjevi sustava

### Microsoft Windows
Zahtjevi ovise o izdanju programa, ali minimalni zahtjevi su:
- Windows 10, 8.1, 8, 7, Vista ili XP SP3 (osim Starter i RT izdanja)
- 256 MB RAM-a
- 1,5 GB prostora na tvrdom disku

## Statistika
- Avast koristi više od 230 milijuna ljudi diljem svijeta na raznim uređajima.
- Avast svoje korisnike obrani od više od 2,3 milijarde virusa mjesečno.

## Nagrade i priznanja
- Secure Computing Readers' Trust Award
- Virus Bulletin VB100

## Vanjske poveznice
- Službene stranice Avasta